# Alcântaras
Alcântaras is een gemeente in de Braziliaanse deelstaat Ceará. De gemeente telt 10.816 inwoners (schatting 2009).
De gemeente grenst aan Sobral, Massapê, Moraújo, Coreaú en Meruoca.